# Заменга Батукезанга
Заменга Батукезанга фр. Zamenga Batukezanga; 20 февраля 1933, Нкобо-Луози, провинция Центральное Конго, Бельгийское Конго - 2 июня 2000, Киншаса) — писатель
, этнограф, филантроп Демократической Республики Конго

## Биография
В 1950-х годах окончил аспирантуру в Мангембо, затем, в 1960 году получил стипендию, позволившую ему учиться в Высшем институте прикладных социальных наук в Монсе и в Свободном университете Брюсселя в Бельгии. Специализировался в Манчестере и Западной Африке. Вернувшись на родину в 1965 году, опекал дома для студентов Киншасского университета.
С 1974 года работал в корпорации General Motors (Заир), где отвечал за социальные вопросы и внешние связи. В 1977 году покинул General Motors и открыл центр реабилитации молодых людей с физическими недостатками, которым руководил до 1981 года. В 1984 году был назначен генеральным директором Национального общества издателей, композиторов и писателей (SONECA). 
В основном известен в Демократической Республике Конго, благодаря своим работам, посвящённым темам, уходящим корнями в историю конголезского общества.
Дебютировал в 1971 году. Автор 23 книг, изданных тиражом в десятки тысяч экземпляров каждая. Его творчество отражает точное знание социальных и этнографических реалий Конго. Батукезанга затрагивает вопросы колдовства, гендерных отношений и особенно места сект и религий в стране в разгар духовного и экономического кризиса. Щедрость его речи, качество текстов, точно вписанных в конголезскую культурную среду, делают его типичным представителем африканской литературы.

## Избранная библиография
- 1971: Les Hauts et les Bas, éditions Saint Paul, Kinshasa, récit, 60 pages [2].
- 1971: Souvenir du village, éditions Okapi, Kinshasa, récit, 91 pages.
- 1973: Bandoki, éditions Saint Paul Afrique, Kinshasa, nouvelles, 87 pages.
- 1974: Carte postale, éditions Basenzi, Kinshasa, récit, 136 pages.
- 1974: Terre des ancêtres, éditions Basenzi, Kinshasa, récit, 125 pages.
- 1975: Village qui disparaît dans les promesses, éditions Presses Africaines, Kinshasa.
- 1975: Sept frères et une sœur, éditions Basenzi, Kinshasa, récit.
- 1979: Mille Kilomètres à pied, éditions Saint Paul Afrique, Kinshasa, récit, 102 pages.
- 1979: Les Îles Soyo, éditions Zabat, Kinshasa, récit.
- 1980: Lettre d’Amérique, éditions Saint Paul Afrique, Kinshasa, récit.
- 1982: Un Croco à Luozi, éditions Saint Paul Afrique, Kinshasa, Conte.
- 1983: Chérie Basso, éditions Saint Paul Afrique, Kinshasa, récit.
- 1984: Le Réfugié, éditions Edicva, Kinshasa, récit.
- 1985: Psaumes sur le fleuve Zaïre, éditions Zabat, Kinshasa, poème.
- 1985: Luozi 30 ans après, éditions Zabat, Kinshasa, récit.
- 1986: Mon mari en grève, éditions Zabat, Kinshasa, récit.
- 1987: Le Mariage des singes à Yambi, éditions Zabat, Kinshasa, récit.
- 1988: Un Blanc en Afrique, éditions Zabat, Kinshasa, roman.
- 1988: Un villageois à Kinshasa, éditions Zabat, Kinshasa, roman.
- 1989: La pierre qui saigne, éditions Saint Paul Afrique, Kinshasa, récit.
- 1989: Pour une démystification: la littérature en Afrique, éditions Zabat, Kinshasa, essai.
- 1990: Un boy à Pretoria, éditions Saint Paul Afrique, roman
- 1992: Laveur des Cadavres, éditions Zabat, roman
- 1992: Le Trafiquant, éditions Zabat, roman
- 1995: Belle est aussi ma peau, Kinshasa, OMS, 1995.
- 1996: Ce qui bloque le développement de l'Afrique, éditions Saint Paul Afrique, roman, 205 pages.
- 2005: Pour un cheveu blanc, œuvre posthume, éditions Zabat, Kinshasa, 127 pages, roman
- 2005: La Mercédès qui saute le trou, œuvre posthume, éditions Zabat, Kinshasa
- 2006: Le Chemin interdit
- 2007: Nkenge la divorcée
- 2008: Le Crâne de maman

## Награды
- 1985: Гран-При к 20-летию Республики Заир за литературные произведения.